# Jean Bourgoin
Jean Bourgoin (París, 14 de març de 1913 - 3 de setembre de 1991) és un director de fotografia francès. Va guanyar l'Oscar a la millor fotografia el 1962 pel seu treball a la pel·lícula bèl·lica The Longest Day.

## Filmografia
- 1935: Les Mystères de Paris de Félix Gandéra
- 1936: Partie de campagne de Jean Renoir (cadreur)
- 1936: La vie est à nous de Jean Renoir
- 1936: Le Mort en fuite d'André Berthomieu
- 1937: Le Temps des cerises de Jean-Paul Le Chanois
- 1937: La Grande Illusion de Jean Renoir (operador assistent)
- 1938: La Marseillaise de Jean Renoir
- 1940: L'Or du Cristobal de Jean Stelli
- 1942: Dernier Atout de Jacques Becker (muntadorr)
- 1942: Monsieur La Souris de Georges Lacombe
- 1943: Goupi Mains Rouges de Jacques Becker
- 1943: L'Homme qui vendit son âme de Jean-Paul Paulin
- 1943: Ceux du rivage de Jacques Séverac
- 1945: La Boîte aux rêves d'Yves Allégret
- 1946: Christine se marie de René Le Hénaff
- 1946: Les Démons de l'aube d'Yves Allégret
- 1947: Voyage Surprise de Pierre Prévert
- 1947: La Nuit de Sybille de Jean-Paul Paulin
- 1948: Colomba d'Émile Couzinet
- 1948: Au cœur de l'orage de Jean-Paul Le Chanois
- 1948: Dédée d'Anvers d'Yves Allégret
- 1948: Rouletabille contre la dame de pique de Christian Chamborant
- 1949: La Voix du rêve de Jean-Paul Paulin
- 1949: Branquignol de Robert Dhéry
- 1949: Les Amants de Vérone d'André Cayatte
- 1950: Manèges d'Yves Allégret
- 1950: Justice est faite d'André Cayatte
- 1951: Rue des Saussaies de Ralph Habib
- 1951: Ombre et Lumière d'Henri Calef
- 1951: Le Vrai Coupable de Pierre Thévenard
- 1952: La Maison dans la dune de Georges Lampin
- 1952: Nous sommes tous des assassins d'André Cayatte
- 1952: Les Conquérants solitaires de Claude Vermorel
- 1953: C'est arrivé à Paris d'Henri Lavorel
- 1953: Suivez cet homme de Georges Lampin
- 1953: Lettre ouverte d'Alex Joffé
- 1954: Avant le déluge d'André Cayatte
- 1955: Les Chiffonniers d'Emmaüs de Robert Darène
- 1955: Mr. Arkadin d'Orson Welles
- 1955: Le Dossier noir d'André Cayatte
- 1955: Les Hussards d'Alex Joffé
- 1956: La Rivière des 3 jonques d'André Pergament
- 1956: Les Assassins du dimanche d'Alex Joffé
- 1958: La Tour, prends garde ! de Georges Lampin
- 1958: El meu oncle de Jacques Tati[2]
- 1958: Goha de Jacques Baratier
- 1959: Orfeu Negro de Marcel Camus
- 1960: Une fille pour l'été d'Édouard Molinaro
- 1960: Les Trois etc. du colonel de Claude Boissol
- 1962: Trahison sur commande de George Seaton
- 1962: The Longest Day de Ken Annakin i Andrew Marton
- 1962: Gigot de Gene Kelly
- 1963: Germinal d'Yves Allégret
- 1965: Pas question le samedi d'Alex Joffé
- 1968: Les Cracks d'Alex Joffé
- 1970: Qui ? de Léonard Keigel
- 1971: L'Homme de désir de Dominique Delouche
- 1972: La Chambre rouge de Jean-Pierre Berckmans